# 羅斯科格爾山 (斯圖拜阿爾卑斯山脈)
47°13′23″N 11°09′14″E / 47.2230178°N 11.1537998°E

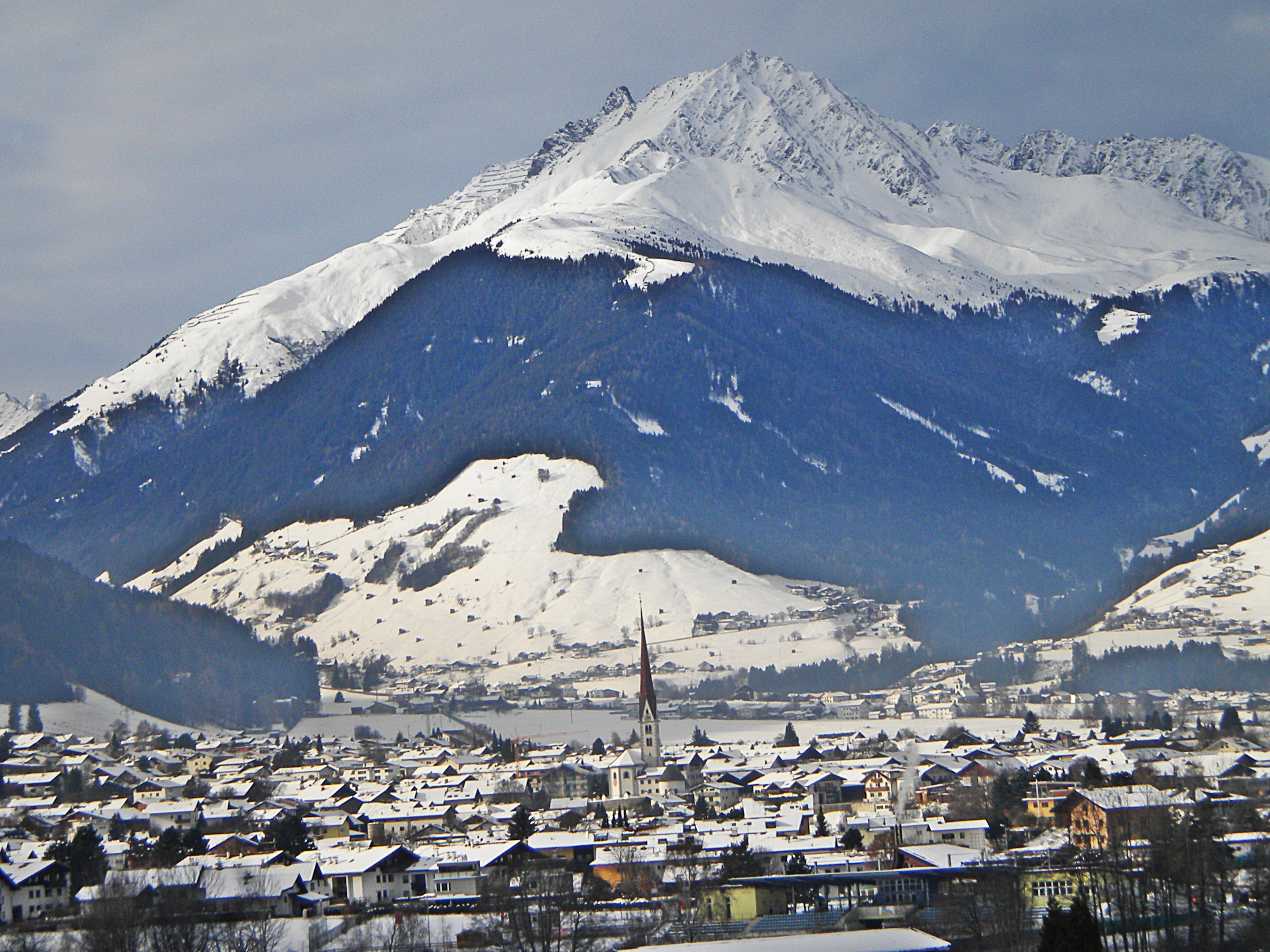

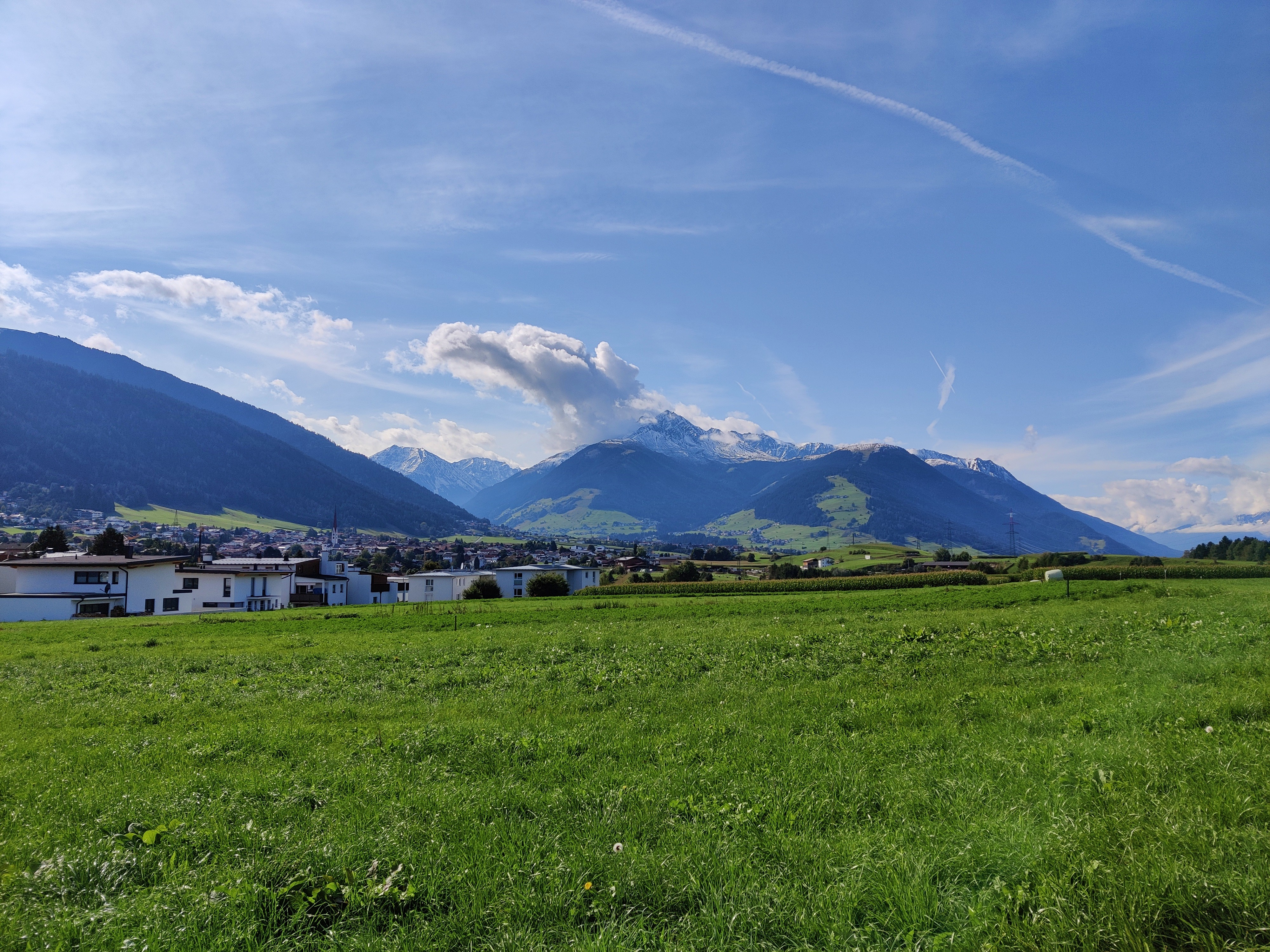

羅斯科格爾山（德語：Roßkogel），是奧地利的山峰，位於該國西部，由蒂羅爾州負責管轄，屬於斯圖拜阿爾卑斯山脈的一部分，海拔高度2,646米，山體由片麻岩和角閃岩組成。